# Gestalt (manga, 2021)
Pour les articles homonymes, voir Gestalt.
Gestalt (ゲシュタルト, Geshutaruto) est un seinen manga de Yōtō Ringo, prépublié dans le magazine Weekly Young Magazine entre février 2021 et octobre 2021 et publié par l'éditeur Kōdansha en un total de 3 volumes reliés. La version française est éditée en intégralité par Ki-oon.

## Manga

Logo original du manga.

Gestalt est un manga de Yōtō Ringo, prépublié dans le magazine seinen Weekly Young Magazine entre le 15 février 2021 et le 4 octobre 2021 et publié par l'éditeur Kōdansha en un total de 3 volumes reliés sortis entre le 4 juin 2021 et le 5 novembre 2021.
La version française est éditée en intégralité par Ki-oon.

### Liste des volumes
| no | Japonais         | Japonais          | Français        | Français          |
| no | Date de sortie   | ISBN              | Date de sortie  | ISBN              |
| -- | ---------------- | ----------------- | --------------- | ----------------- |
| 1  | 4 juin 2021      | 978-4-06-523663-5 | 4 mai 2023      | 979-10-327-1323-5 |
| 2  | 6 septembre 2021 | 978-4-06-524760-0 | 24 août 2023    | 979-10-327-1348-8 |
| 3  | 5 novembre 2021  | 978-4-06-525849-1 | 7 décembre 2023 | 979-10-327-1391-4 |